# Аменсализм
Аменсали́зм (от лат. mensa — трапеза) — тип межвидовых взаимоотношений, при котором один вид, именуемый аменсалом, претерпевает угнетение роста и развития, а второй, именуемый ингибитором, таким испытаниям не подвержен.
Антибиоз и аллелопатия — схожие виды взаимоотношений.

## Аменсализм у растений
Аменсализм широко распространён во взаимоотношениях видов растений, и ингибирующим фактором является либо отрицательное средообразование (одностороннее или, реже, взаимное), либо выделение ингибитором в окружающую среду каких-либо прижизненных выделений, отрицательно воздействующих на растение-аменсал (аллелопатия).
Примером одностороннего отрицательного средообразования может служить влияние деревьев-доминантов на виды мохового и травяного ярусов. Под пологом деревьев уменьшается освещённость, повышается влажность воздуха. При разложении опада деревьев почвы обедняются, поскольку при этом образуются кислоты, способствующие вымыванию элементов минерального питания вглубь почвенного слоя. Этот процесс особенно активен в таёжном еловом лесу, так как ель — сильный средообразующий вид. Выносливые виды, участвующие в напочвенном покрове, компенсируют пагубность этого влияния и обеспечивают экологическое равновесие в таком лесу. При этом деревья (ингибиторы) не вступают в конкурентные отношения с видами напочвенного покрова (аменсалами), так как конкуренция подразумевает соревнование между видами при использовании определённого ресурса среды.
Пример взаимного отрицательного средообразования — отношения сфагновых мхов и сосудистых растений на сфагновом болоте. Между сфагновыми мхами, неограниченно растущими вверх, и сосудистыми растениями — вересковыми (багульник, болотный мирт, андромеда, клюква), сосной и некоторыми осоками — складываются отношения взаимного аменсализма без конкуренции. Сфагновые мхи довольно быстро растут, повышают уровень поверхности болота и постепенно погребают в своей толще многолетние живые органы цветковых растений, выступая как ингибиторы. Это приводит к угнетению цветковых растений, которые вынуждены перемещать свои корневища и корни как вверх, так и к участкам болота, где поверхность нарастает не столь быстро. В свою очередь цветковые растения затемняют мхи опадом листьев, что приводит к замедлению их роста. Таким образом, между сфагновыми мхами и цветковыми растениями устанавливается равновесие «умеренного взаимоугнетения» без возникновения конкурентных отношений.

## Аменсализм у животных
Зубрихи рожают лишь под кустами, а олени, питающиеся кустами, непреднамеренно приводили зубрих в стресс, и число успешных родов у них с молочным вскармливанием и здоровьем потомства упало в три раза, как показывают исследования в заповедниках СССР в 1980-е годы. Без прямой конкуренции.